# Aquilin Janssens de Bisthoven
Aquilin Janssens de Bisthoven (Den Haag, 14 november 1915 - Brugge, 2 december 1999), gewoonlijk Alain genoemd, was doctor in de kunstgeschiedenis en hoofdconservator van de Stedelijke Musea Brugge, in de eerste plaats van het Groeningemuseum.

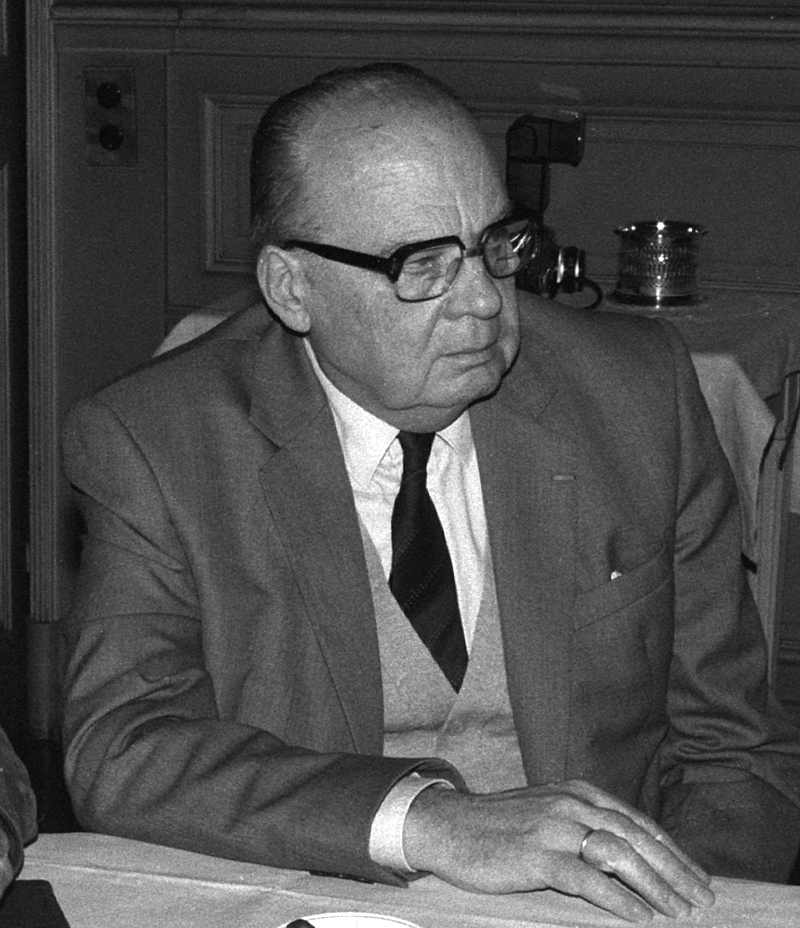
Aquilin Janssens de Bisthoven

## Levensloop
Jonkheer Aquilin A.L.M.J.G. Janssens de Bisthoven was de tweede van de acht kinderen van baron Ferdinand Janssens de Bistoven (1887-1961) en Denise de Peellaert Arents de Beerteghem (1893-1989). Zijn oudere broer was kanunnik en historicus Baudouin Janssens de Bisthoven (1914-2005). Tijdens de Eerste Wereldoorlog verbleven zijn ouders in Nederland, vandaar Den Haag als geboorteplaats. Hij trouwde met Edouardine Guyot (1918-2015) en ze hadden acht kinderen.
Hij studeerde kunstgeschiedenis en oudheidkunde aan de Universiteit Gent (licentiaat in 1942, doctor in 1945). Van 1946 tot 1954 was hij diensthoofd in het Koninklijk Instituut voor het Kunstpatrimonium in Brussel van het Archief en Laboratorium van de Belgische Musea (ACL), onder de leiding van Paul Coremans. In de jaren 1951-1953 stelde hij de fotografische inventaris op van de drie gerechtelijke kantons van Brugge.
Op 1 oktober 1954 werd hij aangesteld tot directeur 'voor Schouwburg, Kunst en Cultuur' bij de stad Brugge. Vanaf 1959 werd hij conservator van de Stedelijke Musea en vanaf 1972 hoofdconservator. Hij organiseerde de spraakmakende tentoonstellingen 'Vlaamse Primitieven' (1960) en 'Anonieme Vlaamse Primitieven' (1969). Hij zorgde voor de uitgave van een bezitscatalogus van de schilderijen die werd samengesteld door Henri Pauwels in 1960. Talrijke grotere en kleinere tentoonstellingen werden door hem of onder zijn leiding georganiseerd, meestal begeleid door een wetenschappelijke catalogus.
Hij was:
- Lid en proost van de Edele Confrérie van het Heilig Bloed in Brugge
- In 1943 werd hij bestuurslid van het Genootschap voor Geschiedenis te Brugge en bleef dit tot aan zijn dood
- Lid van de Koninklijke Vlaamse Academie van België voor Wetenschappen en Kunsten
- In Brugge, lid van de Stedelijke Commissie voor Stedenschoon
- Voorzitter van het Belgisch Nationaal Comité van ICOM (International Committee on Museums)
- Voorzitter van het Provinciaal Comité voor kunstambachten en industriële vormgeving in West-Vlaanderen
- Voorzitter van het Nationaal Centrum voor Navorsing over de Vlaamse Primitieven
- Ondervoorzitter van de Koninklijke Commissie voor Monumenten en Landschappen.

Op 15 november 1980 beëindigde hij zijn loopbaan als hoofdconservator. Hij werd opgevolgd door Valentin Vermeersch.

## Publicaties
- Bruges, Images de Belgique (1949)
- (met R. Parmentier) Corpus van de vijftiende-eeuwse schilderkunst in de Zuidelijke Nederlanden. Stedelijk Museum voor Schone Kunsten Groeningemuseum Brugge, Brussel, 1951 en 1959 (Franse uitgave), 1957 (Nederlandse uitgave)
- Aanwijzende fotografische inventaris van de drie rechterlijke kantons Brugge (Kon. Inst. Kunstpatrimonium) (1965)
- Over musea en culturele centra (1968)
- De luiken van het altaarstuk met Antoon Wydoot, uit de Duinenabdij (1972)
- Schilderkunst (1972)
- (met V. Vermeersch e.a.) Schatten voor Brugge. Stedelijke musea Brugge: Aanwinsten 1966-1972 (1972)
- De beveiliging van het Brugse kunstbezit tijdens de oorlog 1914-1918 (1974)
- Akwarellen van August de Peellaert (Catalogus) (1975)
- Catalogus van de Brugse stadsgezichten. Schilderijen 17e-20e eeuw (1977)
- Praalgraven van Maria van Bourgondië en Karel de Stoute (verslag voor de KCML) (1980)